# Hram Vozdviženija Časnog Krsta (Volarice, Barlete)
Hram Vozdviženija Časnog Krsta srpska je pravoslavna crkva u zaseoku Volarice, odnosno selu Barlete kraj Gospića, Hrvatska. Dio je Gornjokarlovačke eparhije. Naziv hrama, Vozdviženje Časnog Krsta, pravoslavni je blagdan koji se slavi 27. rujna te je ekvivalentan rimokatoličkom blagdanu Uzvišenja Svetog Križa.

## Opis
Hram je sagrađen 1725. godine. Riječ je o jednobrodnoj pravilno orijentiranoj građevini s višekutnom apsidom i zabatnim zvonikom na glavnom pročelju. Hram Vozdviženija Časnog Krsta u Barletama podignut je kao filijalna crkva parohije u obližnjem mjestu Ostrvica. Sukladno stillskim i oblikovnim karakteristikama neostilska je građevina, te posjeduje značaj u regionalnim okvirima Like.
Hram Vozdviženija Časnog Krsta je kao sakralna građevina zaštićeno kulturno dobro i nalazi se u Registru kulturnih dobara Republike Hrvatske pod brojem Z-6845. Pripada Gornjokarlovačkoj eparhiji, arhijerejskom namjesništvu plaščanskom i gospićko-smiljanskoj parohiji.
Hram je devastiran u Drugom svjetskom ratu i od tada više nije u bogoslužbenoj upotrebi. U cilju njegove obnove, tijekom 2021. i 2022. godine očišćen je okoliš oko crkve od visokog raslinja, nasut je put do crkve te je uveden priključak za struju i javna rasvjeta.

## Galerija
- Volarice
- Veljača 2022.
- Pogled na poligonalnu apsidu
- Pogled na poligonalnu apsidu
- Pročelje
- Unutrašnjost apside (svetište/oltar i brod)
- Unutrašnjost crkve (pogled prema ulazu)
- Korsko potkrovlje iznad vrata zapadnog ulaza u crkvu
- Srpanj 2022.
- Studeni 2022.